# Notalgie paresthésique
La notalgie paresthésique (en latin : notalgia paresthetica) est une neuropathie purement sensitive des rameaux dorsaux des nerfs spinaux assurant en général l'innervation des 2e à 6e dermatomes dorsaux (T2 à T6), bien que des cas correspondant à des dermatomes plus haut situés (C4-C5) aient été décrits récemment. 
Elle se manifeste par des sensations de picotement, un prurit (symptôme le plus fréquent et pouvant être sévère mais restant essentiellement diurne et n'impactant que peu le sommeil) ou des douleurs d'intensité variable, le plus souvent de façon unilatérale. La localisation est souvent un point cutané situé entre le rachis et l'omoplate. L'examen cutané peut être strictement normal ou peut parfois révéler des lésions érythémateuses circonscrites consécutives au grattage, ou une hyperpigmentation du même endroit.
L'étiologie est incertaine. Des dérangements intervertébraux mineurs, sources de compression, ont été incriminés. Un cas de notalgie de distribution cervicale C4 a conduit à la découverte d'un angiome caverneux (cavernome) médullaire.
Le traitement symptomatique local est suspensif. La difélikéfaline semble entraîner une réduction modérée du prurit. 
Les cas familiaux doivent faire évoquer un syndrome de Sipple, dans le cadre d'une néoplasie endocrinienne multiple de type 2A. Cette maladie est retrouvée dans 20 % des NEM 2A.